# Cursa (motor)

Les fases i la cursa d'un motor de quatre temps. 1: Admissió 2: Compressió 3: Explosió 4: Expulsió

La cursa és cadascun dels moviments que es produeixen en els motors alternatius. Aquests cicles consisteixen en dos moviments oposats: en una direcció i un altre en la direcció oposada. Aquest terme també es fa servir per indicar el recorregut de la cursa del cilindre en el motor, és a dir, la distància entre la posició més elevada i la més baixa d'un pistó al llarg del seu recorregut.
En una locomotora de vapor o un motor de pistons, de vapor, Otto, o de dièsel, una cursa és el recorregut del pistó al llarg de tota la cavitat del cilindre locomotor o el cilindre motor en una adreça.
La longitud de la cursa ve determinada pel moviment del cigonyal. La cursa pot ser també la distància que recorre el pistó. La cilindrada depèn del diàmetre del cilindre, és a dir, del seu boló i de la cursa del pistó.
En un motor rotatiu sense pistons, el terme s'aplica al moviment corresponent al rotor; vegeu "Punt mort (mecànica)".

## Motor de combustió interna 4T
El motor de combustió interna més modern funciona amb un cicle de 4 temps, és a dir, un cicle complet del cilindre consta de 4 carreres, com s'explica a continuació. Segons el tipus de motor les fases poden ser totalment diferents.

### Carra d'admissió (1r temps)
La cursa d'admissió és el primer temps dels quatre que componen els cicles del motor de combustió interna. Això implica el moviment descendent del pistó, creant cert buit i generant una mescla d'aire i combustible en la cambra de combustió.
En un motor alternatiu, en aquesta porció del cicle els pistons es mouen del punt mort superior (PMS) al punt mort inferior (PMI), produint-se la mescla d'aire i combustible en els cilindres.
Això passa en un cilindre d'un motor de dièsel o de gasolina de 4 temps. El primer pas és fer la barreja d'aire i combustible en la càmera. La mescla entra per un orifici que s'obre i es tanca amb una vàlvula. A això s'anomena "Admissió".

### cursa de compressió (2n temps)
La cursa de compressió és el segon temps dels quatre que componen els cicles del motor de combustió interna.
En aquesta fase, la barreja (en motors Otto) o l'aire (en motors dièsel) es comprimeix fins a la part superior del cilindre, gràcies al moviment del pistó, fins que s'activa la bugia (en motors Otto) o s'injecta combustible en l'aire comprimit, forçant el descens del pistó (en motors dièsel). En un motor dièsel, la injecció de combustible sol donar-se en el punt mort superior, a uns 4 graus mecànics, això es fa amb intenció d'aconseguir una ignició la més completa possible del combustible.
La compressió augmenta la proporció de potència que pot extreure's de la calor del gas. Una compressió massa alta pot provocar una explosió, però el desitjable és una flama controlada i suau. El contrari, una compressió massa baixa pot fer que la mescla d'aire i combustible segueixi cremant quan el pistó arriba al PMS i obre la vàlvula de fuita.

### cursa d'expansió/explosió (3r temps)
La cursa d'expansió o explosió és el tercer temps d'un motor de combustió. Consisteix en el moviment del pistó cap al PMS, generat per la força del gas comprimit (en motors dièsel) o la ignició de la bugia amb la mescla d'aire i combustible comprimit (en motors Otto).

### cursa de fuita (4r temps)
La cursa de fuita és l'últim temps d'un motor de combustió de 4 temps. En aquesta fase, els gasos del cilindre resultants del combustible després de la compressió, surten del cilindre per la vàlvula de fuita que es troba en la part superior del cilindre. Els gasos es comprimeixen quan els pistons pugen i s'impulsen per la vàlvula oberta, la qual es tanca i permet que entre una nova mescla d'aire i combustible, repetint el procés.